# Дубровская, Фелицата Леонтьевна
Фе́лия Дубро́вская (наст. имя Фелица́та Леонтьевна Длужне́вская; 13 февраля 1896, Санкт-Петербург — 18 сентября 1981, Нью-Йорк) — артистка балета и педагог, эмигрировавшая из России после революции и занявшая сольное положение в «Русских балетах Дягилева». Была супругой танцовщика Петра Владимирова (1893—1970).

## Биография
Училась в Петербурге на балетном отделении Императорского театрального училища. Воспитанница Клавдии Куличевской. После его окончания в 1913 году была принята в труппу Мариинского театра. Будучи артисткой кордебалета, также исполняла эпизодические сольные партии.
В 1920 году эмигрировала из Советской России, вместе с матерью и Петром Владимировым перейдя на лыжах через Финский залив. С 1921 года была солисткой «Русских балетов» Сергея Дягилева. Танцевала главные партии в премьерных спектаклях Брониславы Нижинской, Леонида Мясина, Джорджа Баланчина.
После смерти Дягилева и закрытия его труппы в 1929 году в 1929—1931 годах танцевала в «Балете Анны Павловой». Также работала в «Русском балете Монте-Карло» (1932, 1937) и в труппе Русской оперы в Париже (1933, директор М. Э. Кашук).
В 1939 году переехала в Нью-Йорк, США. В 1948—1980 годах преподавала в Школе американского балета, основанной Баланчиным в 1934 году.
В 1953 году участвовала в Париже в церемонии открытия мемориальной доски памяти Сергея Дягилева.

## Репертуар
Мариинский театр
- 28 ноября 1915 — Ангел*, «Эрос» Михаила Фокина (Юноша — Анатолий Вильтзак, Девушка — Матильда Кшесинская, Эрос — Пётр Владимиров)

Русский балет Дягилева
- 2 ноября 1921, театр «Альгамбра» — «Спящая красавца» Мариуса Петипа в постановке Брониславы Нижинской
- 13 июня[* 1] 1923, театр Гете-Лирик[фр.] — Невеста*, «Свадебка» Брониславы Нижинской
- 6 января 1924, Опера Монте-Карло — «Лани[англ.]»* Брониславы Нижинской
- 8 января 1924, Опера Монте-Карло — «Женские хитрости»* Леонида Мясина
- 29 мая[* 2] 1926, театр Сары Бернар — Кинозвезда, «Пастораль»* Джорджа Баланчина (Разносчик телеграмм — Серж Лифарь)
- 6 июня 1928, театр Сары Бернар — «Ода»* Леонида Мясина
- 12 июня 1928, театр Сары Бернар — «Аполлон Мусагет[англ.]»* Джорджа Баланчина
- 16 июля 1928, театр Его Величества — «Боги-нищие»* Джорджа Баланчина
- 7 мая 1929, Опера Монте-Карло — «Бал»* Джорджа Баланчина
- 21 мая 1929, театр Сары Бернар — Сирена*, «Блудный сын» Джорджа Баланчина (Блудный сын — Серж Лифарь)

(*) — первая исполнительница партии